# Dodo I
Dodo I (... – 14 giugno 949) è stato un vescovo cattolico tedesco.
Poco si sa circa la sua origine fu membro del capitolo della cattedrale di Hildesheim e fu un sostenitore di re Enrico I di Sassonia .
Dodo prese l'incarico di vescovo di Osnabrück il 7 novembre 921.
Dodo fu  uno dei firmatari  del Trattato di Bonn del 921 tra Enrico I e l'Occidente re franco Carlo il Semplice . L'anno seguente  prese parte al Sinodo di Coblenza e 932 il Sinodo di Erfurt.
Poco prima della sua morte, avvenuta nel 949, ha preso parte  al sinodo di Ingelheim nel 948.